# Lien Korter
Engelina Jantina (Lien) Korter (Rotterdam, 26 januari 1904 – Rotterdam, 15 februari 1998) was een Nederlands mezzosopraan richting alt.

## Privéleven
Ze was dochter van stuurman Berend Korter en Catharina Niehuis. Zelf was ze enige tijd getrouwd met geoloog Friedrich Theodor Müller en Hugo Stout van Internatio Müller.

## Loopbaan
Ze kreeg haar opleiding van Thom Denijs en studeerde verder in Wenen (Akademie für Musik und darstellende Kunst) en Parijs. Zij was voornamelijk bekend vanwege liederenavonden in Nederland en Duitsland. Ze begon al vroeg met optreden in 1922. Rond 1950 verdween zij van het concertpodium, maar niet nadat ze in mei 1950 nog soliste was in het Te Deum van Anton Bruckner en het slotkoor uit de Matthäus Passion van Johann Sebastian Bach met het Residentieorkest onder leiding van Willem van Otterloo. De Haagsche Courant stelde bij haar “debuut” in 1927 vast dat ze een mooie, sonore donker getimbreerde mezzosopraan was, maar voor verbetering vatbaar.
Alexander Voormolen droeg zijn Manchmal geschieht es in tiefer Nacht (gedicht van Rainer Maria Rilke) aan haar op.